# Életművésznők
Az Életművésznők Ljudmila Ulickaja orosz írónő 2003-ban megjelent regénye. Tulajdonképpen hat történetet dolgoz fel, egyetlen közös szál bennük egy személy: Zsenya. Az írónő hat élethelyzetet mutat be az ő szemén keresztül életének különböző korszakaiból.

## Cselekménye

### Diana
Az első történet május közepén játszódik, Zsenya a hároméves gyermekével (Szasával) üdül egy tengerhez közeli szállóban. Egy vörös hajú nő (Irene) érkezik a szállóba fiával, Donalddal és anyjával, Susan Jakovlevnával. A frissen érkező nő és Zsenya esténként beszélgetnek. Irene elmondja neki, hogy négy gyermeke meghalt. Zsenya sajnálni kezdi és úgy gondolja, hogy az ő kis gondjai semmiségek ezekhez képest. A szállóban mások is laknak. Egyik nap Zsenya elmegy sétálni az egyik vendéggel, Verával, aki elmondja neki, hogy Irene hazudott. A nő másnap összepakol és elmegy a szállóból a fiával együtt egy Novij Szvet nevű helyre, ahol még három hetet eltöltenek.

### Jurocska
Zsenya ismét nyaralni megy, de ekkor már két gyermeke van: Szasa és Grisa. Magával viszi a keresztfiát: Petyát, és egy barátnője gyermekét: Tyimosát. A háziasszony lánya (Nagya) is ott üdül. Hihetetlen történeteket mesél, melyekről egytől egyig kiderül, hogy igazak. Az anyja szerint egy dologban hazudott, mégpedig abban, hogy van egy bátyja: Jura.

### A történet vége
December közepe van. Zsenya kirúgta a második férjét is. Sok rokona közül az egyik könyvgrafikus (Arkagyij). Ljalja is a rokona, aki elmegy hozzá és elmondja neki, hogy Arkagyijjal viszonyt folytat. A lány 13 éves. Eljár Zsenyához és elmeséli neki a történteket, irat magának fogamzásgátlót. Zsenya felhívja a festőt, hogy találkozzanak, érthető, hisz kiskorú megrontásáról van szó. Találkoznak, és kiderül, hogy igaz: a festő megcsalja a feleségét egy Ljalja nevű lánnyal, de ez nem ugyanaz a személy.

### Természeti jelenség
Anna Venjaminova egy padon megismerkedik egy fiatal, középiskolában most végző lánnyal, Másával. Mása feljár hozzá, és együtt beszélgetnek főleg irodalomról. A régi főiskolai tanárnő olvas a saját verseiből a lánynak, aki a fizika és a kémia helyett inkább a humán tárgyak felé orientálódik már. Nagyon megszerette az asszonyt, aki szívrohamot kapott. Még háromszor bement hozzá a kórházba, de a negyedik látogatást már nem érte meg Anna. Eltemették. Amikor összegyűltek negyven nappal a halála után, a lány felolvasta mindenkinek a verseket, amikről kiderültek, hogy nem is Anna írta őket.

### Szerencsés eset
Zsenya elment a tévéhez dolgozni. Megcsinált egy dokumentumfilm-forgatókönyvet, és felfigyeltek rá. Egy grúz rendezőtől, Michaeltől ajánlatot kapott, amit elfogadott. Elutazott Zürichbe, ahol prostituáltakkal kellett interjúkat készítenie. Mindegyik ugyanazzal a történettel állt elő, de volt egy titokzatos lány: Ljuda (igazi nevén Zoja), akitől az egész történet eredt.

### Életművészet
1. Zsenya anyja rákos lett és gyógyszerre volt szüksége, de sehogy sem tudta megszerezni. Végül egy barátjának barátja szert tett rá. Kiderült, hogy aki a gyógyszert hozta az ő régi szomszédjuk: Lilja. Aznap este meghalt a Zsenya anyja.
2. Zsenya felvett egy bejárónőt: Violettát, akit a barátnője: Alla intézett neki. Cheva (Galina Ivanova) ismét felhívta, hogy pénzre lenne szüksége.
3. Zsenya felvette a takarítónőt és odaadta Chevának a pénzt.
4. Zsenya készülődik, mert utazik, már minden rendben van, csak még főz valami a fiaink, meg a férjének Kirillnek. Lilja ekkor felhívja, hogy a lányai megették előle a vacsoráját, úgyhogy elviszi neki amit frissen főzött.
5. Ljosa a sofőr, aki kiviszi Zsenyát a reptérre. Autóbalesetet szenvednek. Zsenya kórházba kerül, tulajdonképpen élőhalott lett. Három hónap után engedték ki a kórházból.
6. Lilja telefonál neki, de Zsenya már nem a régi, nem akar beszélni senkivel. Öt hónap után férjével először a pénzről beszélnek.
7. Zsenyához elment Lilja.
8. Zsenyát megoperált a Iljaszov doktor. Valószínűleg újra tud majd járni, de azon gondolkozik, hogy hogyan tudna kiugrani az erélyen.
9. Zsenya meggyógyult, terveket szövöget.

## Magyar kiadások
- Magvető Könyvkiadó, Budapest, 2013, 148 oldal ISBN 9789631424089 Fordította: Goretity József[1]
- Magvető Könyvkiadó, Budapest, 2011, 148 oldal ISBN 9789631424089
- Magvető Könyvkiadó, Budapest, 2009, 152 oldal ISBN 9789631424089
- Magvető Könyvkiadó, Budapest, 2008, 146 oldal ISBN 9631424081
- Magvető Könyvkiadó, Budapest, 2006, 146 oldal ISBN 9631424081
- Magvető Könyvkiadó, Budapest, 2004, 146 oldal ISBN 9631424081